# Maple Grove
Maple Grove és una població dels Estats Units a l'estat de Minnesota. Segons el cens del 2000 tenia 50.365 habitants.

## Demografia
Segons el cens del 2000, Maple Grove tenia 50.365 habitants, 17.532 habitatges, i 13.955 famílies. La densitat de població era de 591,6 habitants per km².
Dels 17.532 habitatges en un 46,3% hi vivien nens de menys de 18 anys, en un 69,5% hi vivien parelles casades, en un 7,5% dones solteres, i en un 20,4% no eren unitats familiars. En el 15,8% dels habitatges hi vivien persones soles el 2,6% de les quals corresponia a persones de 65 anys o més que vivien soles. El nombre mitjà de persones vivint en cada habitatge era de 2,87 i el nombre mitjà de persones que vivien en cada família era de 3,24.
Per edats la població es repartia de la següent manera: un 30,8% tenia menys de 18 anys, un 6,6% entre 18 i 24, un 34,8% entre 25 i 44, un 23,7% de 45 a 60 i un 4,1% 65 anys o més.
L'edat mediana era de 34 anys. Per cada 100 dones de 18 o més anys hi havia 94,9 homes.
La renda mediana per habitatge era de 76.111$ i la renda mediana per família de 81.873$. Els homes tenien una renda mediana de 52.187$ mentre que les dones 37.021$. La renda per capita de la població era de 30.544$. Entorn del 0,8% de les famílies i l'1,4% de la població estaven per davall del llindar de pobresa.

## Poblacions més properes
El següent diagrama mostra les poblacions més properes.